# Chassy (Saona i Loara)
Chassy – miejscowość i gmina we Francji, w regionie Burgundia-Franche-Comté, w departamencie Saona i Loara.
Według danych na rok 1990 gminę zamieszkiwało 340 osób, a gęstość zaludnienia wynosiła 25 osób/km² (wśród 2044 gmin Burgundii Chassy plasuje się na 577. miejscu pod względem liczby ludności, natomiast pod względem powierzchni na miejscu 712.).
W miejscowości znajduje się zabytkowy zamek Château de Chassy.